# 石忠汉
石忠汉（1912年—1994年），中国人民解放军将领、中国人民解放军开国少将。
曾任空军后勤部部长。1955年，授予中国人民解放军少将。